# Volker Göbel
Volker Göbel (* 9. Januar 1955) ist ein ehemaliger deutscher Fußballspieler. Von 1973 bis 1975 spielte er für den Armeesportklub FC Vorwärts Frankfurt/Oder in der DDR-Oberliga, der höchsten Spielklasse im DDR-Fußball.

## Sportliche Laufbahn
Sein erstes Oberligaspiel bestritt Volker Göbel im Alter von 18 Jahren in der Saison 1972/73 bei der Begegnung des 18. Spieltages FC Vorwärts Frankfurt – 1. FC Magdeburg (1:3). Er wurde in der 80. Minute für den Mittelstürmer Michael Paschek eingewechselt. Es blieb in dieser Saison bei dem einen Oberligaeinsatz, daneben wurde er in neun DDR-Liga-Spielen der 2. Mannschaft des FCV aufgeboten. Zu Beginn der Spielzeit 1973/74 setzte Trainer Gerhard Reichelt Göbel in fünf Oberligaspielen ein, davon einmal als Mittelstürmer am 6. Spieltag über die gesamte Spieldauer. Anschließend spielte Göbel wieder in der 2. Mannschaft, wo er in den restlichen 16 DDR-Liga-Spielen als ebenfalls Mittelstürmer gesetzt wurde. In der Saison 1974/75 bestritt Göbel in der Oberliga vom 11. Spieltag an hintereinander wieder fünf Spiele. Dabei stand er viermal in der Startelf und absolvierte zwei Spiele über 90 Minuten. Daneben wurde er wieder in 16 DDR-Liga-Spielen eingesetzt.
Nach der Saison 1974/75 wurde Göbel beim FC Vorwärts Frankfurt ausgemustert und zur Armeesportgemeinschaft Vorwärts Dessau versetzt. Er startete zunächst hoffnungsvoll, bestritt in der Hinrunde acht der 13 Ligaspiele, kam aber nur auf zwei Tore. In der Rückrunde wurde er nicht aufgeboten, nahm aber an allen acht Oberligaaufstiegsspielen teil, für die sich Dessau qualifiziert hatte und erzielte dabei vier der neun Dessauer Tore. Die ASG verpasste den Aufstieg, aber in den folgenden vier Spielzeiten gehörte Göbel im Angriff zum Spielerstamm der ASG, denn von den 88 Ligaspielen dieses Zeitraums absolvierte er 80 Partien und gehörte mit 32 Treffern zu den erfolgreichsten Torschützen seiner Mannschaft. 1977 und 1978 war er mit acht bzw. neun Treffern Torschützenkönig der ASG. Bereits 1980/81 folgte Göbels letzte DDR-Liga-Saison. Er ging sie 25-jährig an, bestritt aber nur in der Hinrunde acht Ligaspiele, in denen er noch zwei Tore erzielte. Nachdem er in der Rückrunde nicht mehr in den Spielen der DDR-Liga eingesetzt worden war, teilte das Deutsche Sportecho im Sommer 1981 mit, dass Volker Göbel seine aktive Laufbahn beendet habe.
Göbel war in neun Spielzeiten des DDR-Fußballs aktiv gewesen, in denen er elf Spiele in der DDR-Oberliga absolviert hatte, dabei aber torlos geblieben war. In der DDR-Liga schoss er in 137 Spielen 47 Tore. Hinzu kommen acht Aufstiegsspiele zur Oberliga mit vier Toren.